# Liste der Biografien/Mury
Liste der Biografien |
Portal Biografien |
Personensuche
# |
A |
B |
C |
D |
E |
F |
G |
H |
I |
J |
K |
L |
M |
N |
O |
P |
Q |
R |
S |
T |
U |
V |
W |
X |
Y |
Z |
?
 
Ma |
Mb |
Mc |
Md |
Me |
Mf |
Mg |
Mh |
Mi |
Mj |
Mk |
Ml |
Mm |
Mn |
Mo |
Mp |
Mq |
Mr |
Ms |
Mt |
Mu |
Mv |
Mw |
Mx |
My |
Mz
 
Mua |
Mub |
Muc |
Mud |
Mue |
Muf |
Mug |
Muh |
Mui |
Muj |
Muk |
Mul |
Mum |
Mun |
Muo |
Mup |
Muq |
Mur |
Mus |
Mut |
Muu |
Muv |
Muw |
Mux |
Muy |
Muz
 
Mura |
Murb |
Murc |
Murd |
Mure |
Murf |
Murg |
Murh |
Muri |
Murj |
Murk |
Murl |
Murm |
Murn |
Muro |
Murp |
Murr |
Murs |
Murt |
Muru |
Murv |
Murw |
Mury |
Murz
Die Liste der Biografien führt alle Personen auf, die in der deutschsprachigen Wikipedia einen Artikel haben. Dieses ist eine Teilliste mit 8 Einträgen von Personen, deren Namen mit den Buchstaben „Mury“ beginnt.

## Mury
- Müry, Albert (1910–2005), Schweizer Musikwissenschaftler und Journalist
- Müry, Andres (* 1948), Schweizer Theaterpublizist
- Müry, Emil (1900–1984), Schweizer Unternehmer und Politiker
- Mury, Gilbert (1920–1975), französischer Politiker (PCF)
- Müry, Johann Emil (1843–1923), Schweizer Unternehmer und Politiker ()
- Müry, Thomas (1945–2024), Schweizer Politiker (LDP)
- Müry-Dietschi, Emil (1872–1950), Schweizer Unternehmer und Politiker (LPS)

### Muryg
- Murygin, Alexei Gennadjewitsch (* 1986), russischer Eishockeytorwart